# Чехів яр
Че́хів Яр — ботанічний заказник місцевого значення в Україні. Об'єкт розташований на території Великописарівського району Сумської області, на території Дмитрівської сільської ради. 
Площа — 34,2 га, статус отриманий у 2018 році. 
Ділянка типового балкового ландшафту з популяціями рідкісних видів рослин різного рангу охорони. Серед них — занесені до Червоної книги України: астрагал шерстистоквітковий, горицвіт весняний, ковила волосиста, а також ті, що потребують охорони на території Сумської області: анемона лісова, ломиніс цілолистий, гіацинтик блідий та інші.